# Pizzone
Pizzone là một đô thị ở tỉnh Isernia trong vùng Molise, có cự ly khoảng 50 km về phía tây của Campobasso và khoảng 20 km về phía tây bắc của Isernia. Tại thời điểm ngày 31 tháng 12 năm 2004, đô thị này có dân số 335 và diện tích là 33,1 km².
Pizzone giáp các đô thị: Alfedena, Castel San Vincenzo, Montenero Val Cocchiara, Picinisco, San Biagio Saracinisco.